# Polnische Mannschaftsmeisterschaft im Schach 1964
Die polnische Mannschaftsmeisterschaft im Schach 1964 war die 20. Austragung dieses Wettbewerbs. Polnischer Mannschaftsmeister wurde der Titelverteidiger WKSz Legion Warszawa.
Zu den Mannschaftskadern siehe Mannschaftskader der polnischen Mannschaftsmeisterschaft im Schach 1964.

## Modus
Für die Vorrunde hatten sich in den Meisterschaften der Woiwodschaften zehn Mannschaften qualifiziert, außerdem waren die ersten Acht der polnischen Mannschaftsmeisterschaft 1963 spielberechtigt. Diese 18 Mannschaften spielten in drei regionalen Gruppen jeweils ein einfaches Rundenturnier. Die beiden Ersten aller drei Gruppen qualifizierten sich für die Endrunde.
Über die Platzierung entschied zunächst die Anzahl der Brettpunkte (ein Punkt für einen Sieg, ein halber Punkt für ein Remis, kein Punkt für eine Niederlage), anschließend die Anzahl der Mannschaftspunkte (zwei Punkte für einen Sieg, ein Punkt für ein Unentschieden, kein Punkt für eine Niederlage). Die Mannschaftsstärke betrug acht Bretter, dabei musste am siebten Brett ein Jugendlicher und am achten Brett eine Frau aufgestellt werden.

## Termine und Spielort
Austragungsorte der Vorrunden waren Łódź (Gruppe I), Kraków (Gruppe II) und Wrocław (Gruppe III). Die Endrunde fand vom 25. bis 30. April in Częstochowa statt.

## Vorrunde

### Gruppe I

#### Abschlusstabelle
| Pl. | Verein                   | Sp | G | U | V | Brett-P.  | MP  |
| --- | ------------------------ | -- | - | - | - | --------- | --- |
| 01. | WKSz Legion Warszawa (M) | 5  | 3 | 1 | 1 | 26,5:13,5 | 7:3 |
| 02. | MKS Start Lublin         | 5  | 4 | 1 | 0 | 26,0:14,0 | 9:1 |
| 03. | AZS Kraków               | 5  | 3 | 0 | 2 | 23,5:16,5 | 6:4 |
| 04. | ŁZKS Metalowiec Łódź     | 5  | 2 | 1 | 2 | 19,5:20,5 | 5:5 |
| 05. | GKS Piast Gliwice        | 5  | 1 | 0 | 4 | 14,5:25,5 | 2:8 |
| 06. | GKO Grunwald Toruń       | 5  | 0 | 1 | 4 | 10,0:30,0 | 1:9 |

#### Entscheidungen
|     | qualifiziert für die Endrunde: WKSz Legion Warszawa, MKS Start Lublin |
| (M) | Meister der letzten Saison                                            |

#### Kreuztabelle
| Ergebnisse | Ergebnisse           | 01. | 02. | 03. | 04. | 05. | 06. |
| ---------- | -------------------- | --- | --- | --- | --- | --- | --- |
| 01.        | WKSz Legion Warszawa |     | 4   | 3   | 6   | 6   | 7½  |
| 02.        | MKS Start Lublin     | 4   |     | 5½  | 5   | 5½  | 6   |
| 03.        | AZS Kraków           | 5   | 2½  |     | 3½  | 6   | 6½  |
| 04.        | ŁZKS Metalowiec Łódź | 2   | 3   | 4½  |     | 6   | 4   |
| 05.        | GKS Piast Gliwice    | 2   | 2½  | 2   | 2   |     | 6   |
| 06.        | GKO Grunwald Toruń   | ½   | 2   | 1½  | 4   | 2   |     |

### Gruppe II

#### Abschlusstabelle
| Pl. | Verein               | Sp | G | U | V | Brett-P.  | MP  |
| --- | -------------------- | -- | - | - | - | --------- | --- |
| 01. | RKS Drukarz Warszawa | 5  | 4 | 0 | 1 | 27,0:13,0 | 8:2 |
| 02. | SKS Start Łódź       | 5  | 4 | 1 | 0 | 25,5:14,5 | 9:1 |
| 03. | AKS Chorzów          | 5  | 3 | 0 | 2 | 23,0:17,0 | 6:4 |
| 04. | KKSz Kraków          | 5  | 1 | 1 | 3 | 17,5:22,5 | 3:7 |
| 05. | RzKS Juvenia Kraków  | 5  | 1 | 0 | 4 | 15,0:25,0 | 2:8 |
| 06. | KKS Lech Poznań      | 5  | 1 | 0 | 4 | 12,0:28,0 | 2:8 |

#### Entscheidungen
|  | qualifiziert für die Endrunde: RKS Drukarz Warszawa, SKS Start Łódź |

#### Kreuztabelle
| Ergebnisse | Ergebnisse           | 01. | 02. | 03. | 04. | 05. | 06. |
| ---------- | -------------------- | --- | --- | --- | --- | --- | --- |
| 01.        | RKS Drukarz Warszawa |     | 3½  | 5½  | 5   | 6   | 7   |
| 02.        | SKS Start Łódź       | 4½  |     | 5½  | 4   | 4½  | 7   |
| 03.        | AKS Chorzów          | 2½  | 2½  |     | 6   | 6½  | 5½  |
| 04.        | KKSz Kraków          | 3   | 4   | 2   |     | 3   | 5½  |
| 05.        | RzKS Juvenia Kraków  | 2   | 3½  | 1½  | 5   |     | 3   |
| 06.        | KKS Lech Poznań      | 1   | 1   | 2½  | 2½  | 5   |     |

### Gruppe III

#### Abschlusstabelle
| Pl. | Verein              | Sp | G | U | V | Brett-P.  | MP   |
| --- | ------------------- | -- | - | - | - | --------- | ---- |
| 01. | KS Start Katowice   | 5  | 2 | 2 | 1 | 25,0:15,0 | 6:4  |
| 02. | KS Hutnik Nowa Huta | 5  | 3 | 2 | 0 | 24,5:15,5 | 8:2  |
| 03. | KS Maraton Warszawa | 5  | 3 | 0 | 2 | 24,5:15,5 | 6:4  |
| 04. | LKS Pogoń Wrocław   | 5  | 3 | 1 | 1 | 20,5:19,5 | 7:3  |
| 05. | WKS Flota Gdynia    | 5  | 1 | 1 | 3 | 20,0:20,0 | 3:7  |
| 06. | KS Start Olesno     | 5  | 0 | 0 | 5 | 5,5:24,5  | 0:10 |

#### Entscheidungen
|  | qualifiziert für die Endrunde: KS Start Katowice, KS Hutnik Nowa Huta |

#### Kreuztabelle
| Ergebnisse | Ergebnisse          | 01. | 02. | 03. | 04. | 05. | 06. |
| ---------- | ------------------- | --- | --- | --- | --- | --- | --- |
| 01.        | KS Start Katowice   |     | 4   | 6   | 3½  | 4   | 7½  |
| 02.        | KS Hutnik Nowa Huta | 4   |     | 5½  | 4   | 4½  | 6½  |
| 03.        | KS Maraton Warszawa | 2   | 2½  |     | 7   | 5   | 8   |
| 04.        | LKS Pogoń Wrocław   | 4½  | 4   | 1   |     | 4½  | 6½  |
| 05.        | WKS Flota Gdynia    | 4   | 3½  | 3   | 3½  |     | 6   |
| 06.        | KS Start Olesno     | ½   | 1½  | 0   | 1½  | 2   |     |

## Endrunde

### Abschlusstabelle
| Pl. | Verein                   | Sp | G | U | V | Brett-P.  | MP  |
| --- | ------------------------ | -- | - | - | - | --------- | --- |
| 01. | WKSz Legion Warszawa (M) | 5  | 4 | 0 | 1 | 25,0:15,0 | 8:2 |
| 02. | KS Hutnik Nowa Huta      | 5  | 1 | 3 | 1 | 20,5:19,5 | 5:5 |
| 03. | SKS Start Łódź           | 5  | 1 | 3 | 1 | 20,5:19,5 | 5:5 |
| 04. | KS Start Katowice        | 5  | 1 | 2 | 2 | 20,0:20,0 | 4:6 |
| 05. | MKS Start Lublin         | 5  | 1 | 2 | 2 | 18,0:22,0 | 4:6 |
| 06. | RKS Drukarz Warszawa     | 5  | 1 | 2 | 2 | 16,0:24,0 | 4:6 |

### Entscheidungen
|     | Polnischer Mannschaftsmeister: WKSz Legion Warszawa |
|     | qualifiziert für die Endrunde der polnischen Mannschaftsmeisterschaft 1965: WKSz Legion Warszawa, KS Hutnik Howa Huta, SKS Start Łódź, KS Start Katowice, MKS Start Lublin, RKS Drukarz Warszawa |
| (M) | Meister der letzten Saison |

### Kreuztabelle
| Ergebnisse | Ergebnisse           | 01. | 02. | 03. | 04. | 05. | 06. |
| ---------- | -------------------- | --- | --- | --- | --- | --- | --- |
| 01.        | WKSz Legion Warszawa |     | 5   | 4½  | 5   | 3½  | 7   |
| 02.        | KS Hutnik Nowa Huta  | 3   |     | 4   | 4   | 4   | 5½  |
| 03.        | SKS Start Łódź       | 3½  | 4   |     | 4   | 5   | 4   |
| 04.        | KS Start Katowice    | 3   | 4   | 4   |     | 5½  | 3½  |
| 05.        | MKS Start Lublin     | 4½  | 4   | 3   | 2½  |     | 4   |
| 06.        | RKS Drukarz Warszawa | 1   | 2½  | 4   | 4½  | 4   |     |

## Die Meistermannschaft
| 1.            | WKSz Legion Warszawa |
| Schachfiguren | Kazimierz Plater, Andrzej Filipowicz, Stanisław Gawlikowski, Janusz Szukszta, Andrzej Pytlakowski, Władysław Litmanowicz, Michał Skipietrow, Emanuel Sztejn, Rafał Marszałek, Paweł Bartkiewicz, Antoni Zieliński, Mirosława Litmanowicz, Jolanta Szota. |